# Iris Murdoch
Dame Jean Iris Murdoch (Dublin, 15 juli 1919 – Oxford, 8 februari 1999), was een filosofe die haar grootste bekendheid dankt aan haar werk als romanschrijfster. The Times plaatst haar op nummer 12 in de lijst van vijftig beste Britse schrijvers sinds 1945. Haar roman Under the Net maakt deel uit van de Modern Library 100 Beste Romans.

## Biografie

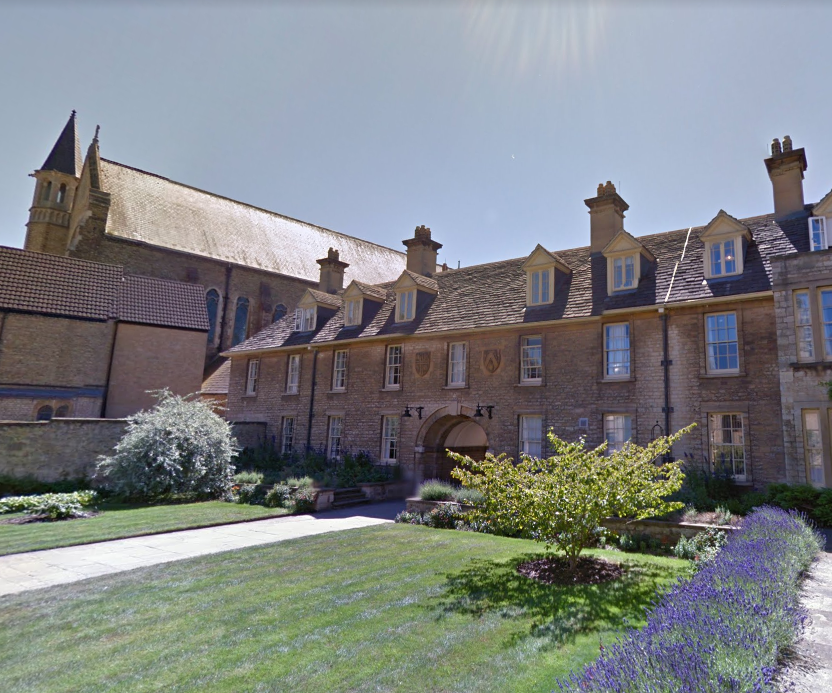
Somerville College, Oxford, waar Murdoch studeerde.

Iris Murdoch werd geboren in Dublin, als enig kind van Wills John Hughes Murdoch en Irene Alice Richardson. Op jonge leeftijd verhuisde ze met haar ouders naar Londen, waar haar vader als ambtenaar werkte. Haar moeder volgde een zangopleiding, maar brak die af toen ze zwanger was van Iris en ze pakte het zingen daarna nooit meer op.
Iris Murdoch bezocht scholen die voor die tijd vooruitstrevend waren. Haar middelbareschoolopleiding volgde ze op een kostschool in Bristol. Ze studeerde klassieke talen, geschiedenis en wijsbegeerte aan Somerville College in Oxford.
Tijdens de Tweede Wereldoorlog werkte ze op het Britse ministerie van Financiën. Na de oorlog werkte ze een tijd voor de United Nations Relief and Rehabilitation Administration in Londen, België en Oostenrijk. Ze deed een postuniversitaire studie aan het Newnham College in Cambridge, waar Ludwig Wittgenstein haar leraar was. In 1948 kreeg ze een baan als onderzoeksassistent (fellow) en mentor aan St. Anne's College in Oxford. Daar ontmoette ze in 1954 op een feestje John Bayley, die een soortgelijke functie bekleedde op het naburige St. Anthony's College. Later werd hij hoogleraar Engels en literatuurcriticus. In 1956 traden ze in het huwelijk, dat duurde tot zij overleed.
Murdoch had een voor die tijd erg vrije moraal. Ze had relaties met veel verschillende mannen, vaak met meerdere tegelijk. Dat waren zonder uitzondering invloedrijke mannen, vaak afkomstig uit de wereld van wetenschap en cultuur. Er gingen geruchten dat Murdoch ook relaties met vrouwen zou gehad hebben, maar dat ontkende ze altijd.
Iris Murdoch leidde een productief leven. Naast het schrijven van romans en ander werk gaf ze vaak lezingen, in binnen- en buitenland, vooral over haar literair werk, maar ook over filosofie.
In 1978 kreeg ze de Booker Prize voor haar roman The Sea, the Sea. Het boek gaat over een gepensioneerde regisseur die zich op het platteland terugtrekt. Daar ontmoet hij zijn eerste liefde, van wie hij zijn hele leven is blijven dromen en die zich zonder een spoor achter te laten uit zijn leven heeft teruggetrokken. Zijn verlangen naar haar laait weer op, wat tot noodlottige verwikkelingen leidt.
In 1987 kreeg ze de onderscheiding Commander of the Order of the British Empire, waardoor ze zich Dame Iris Murdoch mocht noemen.

## Film
Over haar leven is een film gemaakt, Iris (2001), met Kate Winslet als de jonge Iris Murdoch en dame Judi Dench als de oudere Murdoch, die steeds verder dement raakt. Deze film is gemaakt op basis van de boeken Iris: A Memoir of Iris Murdoch (1998) en Elegy for Iris: A Memoir (1999) van John Bayley. In de film worden scènes met de oudere John en de dementerende Iris door episoden uit hun vroegere leven heen gesneden. Op deze manier wordt duidelijk waar de gedachtewereld van de dementerende vrouw zijn oorsprong vindt.

## Anderen over Iris Murdoch
Volgens John Bayley leefde Murdoch haar hele leven in verschillende werelden: ze had relaties met meerdere mensen en trok zich ook vaak terug in haar gedachtewereld, zeker als ze aan het schrijven was. Zelf vergeleek ze zich met Proteus, die in staat was zich in allerlei dieren en mensen te veranderen. Ze gaf John het advies om haar goed vast te houden, zoals Hercules Proteus vasthield en uiteindelijk de persoon die hij werkelijk was in handen had. In het boek Iris, A Memoir vat hij hun huwelijk samen met de woorden "the joys of solitude", de geneugten van de eenzaamheid, maar beschrijft het desondanks als gelukkig.
Naast de twee boeken van Bayley is er ook de biografie Iris Murdoch: A Life (Harper Collins, 2001) door Peter J. Conradi, die in de loop der jaren met Murdoch bevriend was geraakt, en het controversiële Iris Murdoch as I Knew Her (Hutchinson, 2003) door A.N. Wilson, die eveneens met haar bevriend is geweest.

## Vrouwen in de filosofie
Murdoch was lid van een beroemd clubje vrouwelijke filosofen. Het was een groep gevormd aan de Universiteit van Oxford tijdens en na de Tweede Wereldoorlog. Vier filosofes maakten er deel van uit: Iris Murdoch, Elizabeth Anscombe, Philippa Foot en Mary Midgley. Ze begonnen alle vier met hun studie in 1938. Hun hele leven bleven ze bevriend en lazen ze elkaars werk. 
In 1920 had de Britse universiteit haar deuren opengesteld voor vrouwelijke studenten. Tijdens de oorlogsjaren werden alle mannen ouder dan negentien verplicht om dienst te nemen in het leger. Volgens Mary Midgley maakte de quasi-afwezigheid van mannen in Oxford de golden age of female philosophy mogelijk.

Filosofe Katrien Schaubroeck analyseerde waarom geen van de vier filosofes zich expliciet met feministische filosofie bezighielden:
Geen van de vier filosofes was actief in de feministische filosofie. Ze bogen zich over aloude filosofische kernvragen uit de ethiek en de wijsgerige psychologie. Toch zijn Anscombe, Foot, Murdoch en Midgley een voorbeeld voor vele vrouwen in de hedendaagse analytische wijsbegeerte. Zij brachten de feministische gedachte dat vrouwen evengoed aan filosofie kunnen doen als mannen in de praktijk, tijdelijk ongehinderd door de concurrentie van mannelijke leeftijdsgenoten.

## Romans
Hoewel ze in Ierland geboren was, wordt Iris Murdoch als een Britse auteur gezien.
Ze schreef haar eerste boek Under the Net in 1954, nadat eerder een aantal werken over filosofie van haar hand waren verschenen, waaronder een studie over Jean-Paul Sartre. Ze schreef in totaal 26 romans en verder filosofische werken, toneelstukken, gedichten en kritieken, totdat ze in 1995 last kreeg van de ziekte van Alzheimer. Hierna verscheen nog een kort verhaal, waarvan een deel eerder in 1957 was gepubliceerd. Ze verklaarde haar succes door te zeggen dat ze ernaar streefde in haar romans onderwerpen en personages voor elk wat wils op te nemen. Inderdaad zijn ze van een hoog intellectueel niveau, zonder melodrama of humor te schuwen, geworteld in het verlangen om, zoals ze zelf zei, een "jolly good yarn", een puik verhaal te vertellen.
Haar boeken zijn intens en bizar, maar tegelijkertijd erg gereserveerd en vol rake observaties, zwarte humor en onvoorspelbare verwikkelingen. Ze zijn doordrenkt met haar visie op filosofie en religie en haar persoonlijke smaak. Vaak is er sprake van een onbeschrijfbare bedreiging, die niet altijd werkelijkheid wordt. Ze creëerde homoseksuele personages voordat dit algemeen geaccepteerd was. Een ander type dat terugkomt in haar verhalen is een bijna demonische mannelijke verleider die aan iedereen zijn wil oplegt. Haar minnaar Elias Canetti zou hiervoor model gestaan hebben.
Haar werk is beïnvloed door filosofen als Plato, Sigmund Freud, Simone Weil en Jean-Paul Sartre, en op literair gebied door 19e-eeuwse Engelse en Russische romanschrijvers, bijvoorbeeld Fjodor Dostojevski, en ook door Marcel Proust en William Shakespeare.
Murdoch ontmoette regelmatig Jiddu Krishnamurti, een Indiaas filosoof en spiritueel denker. Ze had grote bewondering voor het boeddhisme.

### Romans
- Under the Net (1954) ("Onder het net")
- The Flight from the Enchanter (1956) ("Vlucht voor de tovenaar")
- The Sandcastle (1957) ("Op zand gebouwd")
- The Bell (1958) ("De klok")
- A Severed Head (1961) ("Een afgehouwen hoofd")
- An Unofficial Rose (1962) ("Een wilde roos)
- The Unicorn (1963) ("De eenhoorn")
- The Italian Girl (1964) ("Het Italiaanse meisje")
- The Red and the Green (1965) ("Rood en groen")
- The Time of the Angels (1966) ("De tijd van de engelen")
- The Nice and the Good (1968) ("Het aardige en het goede")
- Bruno's Dream (1969) ("Bruno's droom")
- A Fairly Honourable Defeat (1970) ("Een nogal eervolle aftocht")
- An Accidental Man (1971) ("Een geluk bij een ongeluk")
- The Black Prince (1973) ("De zwarte prins")
- The Sacred and Profane Love Machine (1974) ("De sacrale en profane liefdesmachine)
- A Word Child (1975) ("Een kind van veel woorden")
- Henry and Cato (1976) ("Henry en Cato")
- The Sea, the Sea (1978, bekroond met de Booker Prize) ("De zee, de zee")
- Nuns and Soldiers (1980) ("Nonnen en soldaten")
- The Philosopher's Pupil (1983) ("De leerling-filosoof")
- The Good Apprentice (1985) ("De leertijd")
- The Book and the Brotherhood (1987) ("Het boek en de broederschap")
- The Message to the Planet (1989) ("Antwoord op het raadsel")
- The Green Knight (1993)
- Jackson's Dilemma (1995)
- Something Special (2000, herdruk van een al in 1957 gepubliceerd kort verhaal)

### Filosofie
- Sartre: Romantic Rationalist (1953)
- The Sovereignty of Good (1970)
- The Fire and the Sun (1977)
- Metaphysics as a Guide to Morals (1992)
- Existentialists and Mystics (1997)

### Toneelstukken
- A Severed Head (met J.B. Priestley, 1964)
- The Italian Girl (with James Saunders, 1969)
- The Three Arrows & The Servants and the Snow (1973)
- The Servants (1980)
- Acastos: Two Platonic Dialogues (1986)
- The Black Prince (1987)

### Gedichten
- A Year of Birds (1978; revised edition, 1984)
- Poems by Iris Murdoch (1997)

## Verfilmde werken
- Printul negru (Roemenië, 1988), tv (naar het toneelstuk The Black Prince)
- The Bell (Groot-Brittannië, 1982), tv-serie (naar de roman)
- An Unofficial Rose (Groot-Brittannië, 1974), tv-miniserie (naar de roman)
- A Severed Head (Groot-Brittannië, 1970) (naar het boek en het toneelstuk)